# هاري هوبر
هاري هوبر (بالإنجليزية: Harry Hooper)‏ (14 يونيو 1933 في المملكة المتحدة - ) هو لاعب كرة قدم بريطاني في مركز جناح ‏. شارك مع منتخب إنجلترا تحت 21 سنة لكرة القدم ومنتخب إنجلترا لكرة القدم الرديف. أما مع النوادي، فقد لعب مع برمنغهام سيتي ونادي سندرلاند ونادي كيترينغ تاون ووست هام يونايتد ووولفرهامبتون واندررز وDunstable Town F.C. ‏ وHeanor Town F.C. ‏.

## وصلات خارجية
- هاري هوبر على موقع الاتحاد الدولي (مؤرشف)  (الإنجليزية)
- هاري هوبر على موقع قاعدة بيانات كرة القدم.إي يو (الإنجليزية)
- هاري هوبر على موقع Soccerway.com (الإنجليزية)
- هاري هوبر على موقع عالم كرة القدم.نت (الإنجليزية)